# Teorema de Hellmann–Feynman
Na mecânica quântica, o teorema de Hellmann – Feynman relaciona a derivada da energia total em relação a um parâmetro, ao valor esperado da derivada do Hamiltoniano em relação a esse mesmo parâmetro. De acordo com o teorema, uma vez que a distribuição espacial dos elétrons tenha sido determinada resolvendo a equação de Schrödinger, todas as forças no sistema podem ser calculadas usando a eletrostática clássica .
O teorema foi provado de forma independente por muitos autores, incluindo Paul Güttinger (1932), Wolfgang Pauli (1933), Hans Hellmann (1937)  e Richard Feynman (1939).
O teorema afirma
{\displaystyle {\begin{aligned}{\frac {\mathrm {d} E_{\lambda }}{\mathrm {d} \lambda }}&={\bigg \langle }\psi _{\lambda }{\bigg |}{\frac {\mathrm {d} {\hat {H}}_{\lambda }}{\mathrm {d} \lambda }}{\bigg |}\psi _{\lambda }{\bigg \rangle }\\\\\end{aligned}},}
Onde
- {\displaystyle {\hat {H}}_{\lambda }} é um operador hamiltoniano, dependendo de um parâmetro contínuo {\displaystyle \lambda \,} ,
- {\displaystyle |\psi _{\lambda }\rangle }, é um estado próprio (auto função) do Hamiltoniano, dependendo implicitamente de {\displaystyle \lambda } ,
- {\displaystyle E_{\lambda }\,} é a energia (autovalor) do estado {\displaystyle |\psi _{\lambda }\rangle }, ie {\displaystyle {\hat {H}}_{\lambda }|\psi _{\lambda }\rangle =E_{\lambda }|\psi _{\lambda }\rangle } .

Note que há uma quebra do teorema de Hellmann-Feynman próximo a pontos críticos quânticos no limite termodinâmico.

## Prova
Essa prova do teorema de Hellmann – Feynman exige que a função de onda seja uma função própria do Hamiltoniano em consideração; no entanto, também se pode provar de maneira mais geral que o teorema se aplica a funções de onda sem função própria que são estacionárias (derivada parcial é zero) para todas as variáveis relevantes (como rotações orbitais). A função de onda Hartree – Fock é um exemplo importante de uma função própria aproximada que ainda satisfaz o teorema de Hellmann – Feynman. Um exemplo notável de onde a Hellmann – Feynman não é aplicável é, por exemplo, a teoria de perturbações de Møller – Plesset de ordem finita, que não é variacional.
A prova também emprega uma identidade de funções de onda normalizadas   - que as derivadas da sobreposição de uma função de onda com ela mesma devem ser zero. Usando a notação de braçadeira de Dirac, essas duas condições são escritas como
{\displaystyle {\hat {H}}_{\lambda }|\psi _{\lambda }\rangle =E_{\lambda }|\psi _{\lambda }\rangle ,}
{\displaystyle \langle \psi _{\lambda }|\psi _{\lambda }\rangle =1\Rightarrow {\frac {\mathrm {d} }{\mathrm {d} \lambda }}\langle \psi _{\lambda }|\psi _{\lambda }\rangle =0.}
A prova então segue através da aplicação da regra do produto derivado ao valor esperado do Hamiltoniano visto como uma função de λ:
{\displaystyle {\begin{aligned}{\frac {\mathrm {d} E_{\lambda }}{\mathrm {d} \lambda }}&={\frac {\mathrm {d} }{\mathrm {d} \lambda }}\langle \psi _{\lambda }|{\hat {H}}_{\lambda }|\psi _{\lambda }\rangle \\&={\bigg \langle }{\frac {\mathrm {d} \psi _{\lambda }}{\mathrm {d} \lambda }}{\bigg |}{\hat {H}}_{\lambda }{\bigg |}\psi _{\lambda }{\bigg \rangle }+{\bigg \langle }\psi _{\lambda }{\bigg |}{\hat {H}}_{\lambda }{\bigg |}{\frac {\mathrm {d} \psi _{\lambda }}{\mathrm {d} \lambda }}{\bigg \rangle }+{\bigg \langle }\psi _{\lambda }{\bigg |}{\frac {\mathrm {d} {\hat {H}}_{\lambda }}{\mathrm {d} \lambda }}{\bigg |}\psi _{\lambda }{\bigg \rangle }\\&=E_{\lambda }{\bigg \langle }{\frac {\mathrm {d} \psi _{\lambda }}{\mathrm {d} \lambda }}{\bigg |}\psi _{\lambda }{\bigg \rangle }+E_{\lambda }{\bigg \langle }\psi _{\lambda }{\bigg |}{\frac {\mathrm {d} \psi _{\lambda }}{\mathrm {d} \lambda }}{\bigg \rangle }+{\bigg \langle }\psi _{\lambda }{\bigg |}{\frac {\mathrm {d} {\hat {H}}_{\lambda }}{\mathrm {d} \lambda }}{\bigg |}\psi _{\lambda }{\bigg \rangle }\\&=E_{\lambda }{\frac {\mathrm {d} }{\mathrm {d} \lambda }}\langle \psi _{\lambda }|\psi _{\lambda }\rangle +{\bigg \langle }\psi _{\lambda }{\bigg |}{\frac {\mathrm {d} {\hat {H}}_{\lambda }}{\mathrm {d} \lambda }}{\bigg |}\psi _{\lambda }{\bigg \rangle }\\&={\bigg \langle }\psi _{\lambda }{\bigg |}{\frac {\mathrm {d} {\hat {H}}_{\lambda }}{\mathrm {d} \lambda }}{\bigg |}\psi _{\lambda }{\bigg \rangle }.\end{aligned}}}

## Prova alternativa
O teorema de Hellmann-Feynman é na realidade uma consequência direta e, em certa medida trivial, do princípio variacional (o princípio variacional de Rayleigh-Ritz ) do qual a equação de Schrödinger pode ser derivada. É por isso que o teorema de Hellmann-Feynman vale para funções de onda (como a função de onda Hartree-Fock) que, embora não sejam funções próprias do Hamiltoniano, derivam de um princípio variacional. É também por isso que ela se aplica, por exemplo, na teoria funcional da densidade, que não é baseada na função de onda e para a qual a derivação padrão não se aplica.
De acordo com o princípio variacional de Rayleigh-Ritz, as funções próprias da equação de Schrödinger são pontos estacionários do funcional (que denominamos Schrödinger funcional por questões de concisão):
{\displaystyle E[\psi ,\lambda ]={\frac {\langle \psi |{\hat {H}}_{\lambda }|\psi \rangle }{\langle \psi |\psi \rangle }}.}

Os autovalores são os valores que a funcional Schrödinger assume nos pontos estacionários: 

| {\displaystyle E_{\lambda }=E[\psi _{\lambda },\lambda ],} | \| \| \| \| \| \| \| \| | (3) |
|                                                            |                         |     |
|                                                            |                         |     |
 Onde {\displaystyle \psi _{\lambda }} satisfaz a condição variacional:
{\displaystyle \left.{\frac {\delta E[\psi ,\lambda ]}{\delta \psi (x)}}\right|_{\psi =\psi _{\lambda }}=0.}
Vamos diferenciar a Eq. (3) usando a regra da cadeia :
{\displaystyle {\frac {dE_{\lambda }}{d\lambda }}={\frac {\partial E[\psi _{\lambda },\lambda ]}{\partial \lambda }}+\int {\frac {\delta E[\psi ,\lambda ]}{\delta \psi (x)}}{\frac {d\psi _{\lambda }(x)}{d\lambda }}dx.}
Devido à condição variacional, a Eq. (4), o segundo termo na Eq. (5) desaparece. Em uma frase, o teorema de Hellmann – Feynman afirma que a derivada dos valores estacionários de uma função (al) em relação a um parâmetro do qual ela pode depender pode ser computada apenas a partir da dependência explícita, desconsiderando a implícita . Devido ao fato de que o funcional de Schrödinger só pode depender explicitamente de um parâmetro externo através da equação Hamiltoniana. (1) segue trivialmente.

## Aplicações de exemplo

### Forças moleculares
Quando se trata de aplicações, a mais comum do teorema em questão é o cálculo de  forças intramoleculares em moléculas. Isso permite que sejam feitos muitos cálculos de geometrias de equilíbrio - as coordenadas nucleares onde essas forças que atuam sobre os núcleos (que é devido aos elétrons e outros núcleos) desaparecem.
O parâmetro λ corresponde às coordenadas dos núcleos. Para uma molécula com 1 ≤ i ≤ N elétrons com coordenadas { r i } e 1 ≤ α ≤ M núcleos, cada um localizado em um ponto especificado { R α = { X α, Y α, Z α )} e com carga nuclear Z α, o núcleo Hamiltoniano preso é
{\displaystyle {\hat {H}}={\hat {T}}+{\hat {U}}-\sum _{i=1}^{N}\sum _{\alpha =1}^{M}{\frac {Z_{\alpha }}{|\mathbf {r} _{i}-\mathbf {R} _{\alpha }|}}+\sum _{\alpha }^{M}\sum _{\beta >\alpha }^{M}{\frac {Z_{\alpha }Z_{\beta }}{|\mathbf {R} _{\alpha }-\mathbf {R} _{\beta }|}}.}
O componente x da força que atua em um determinado núcleo é igual ao negativo da derivada da energia total em relação a essa coordenada. Empregar o teorema de Hellmann – Feynman é igual a
{\displaystyle F_{X_{\gamma }}=-{\frac {\partial E}{\partial X_{\gamma }}}=-{\bigg \langle }\psi {\bigg |}{\frac {\partial {\hat {H}}}{\partial X_{\gamma }}}{\bigg |}\psi {\bigg \rangle }.}
Apenas dois componentes do Hamiltoniano contribuem para a derivada requerida   - os termos elétron-núcleo e núcleo-núcleo. Diferenciando os rendimentos hamiltonianos 
{\displaystyle {\begin{aligned}{\frac {\partial {\hat {H}}}{\partial X_{\gamma }}}&={\frac {\partial }{\partial X_{\gamma }}}\left(-\sum _{i=1}^{N}\sum _{\alpha =1}^{M}{\frac {Z_{\alpha }}{|\mathbf {r} _{i}-\mathbf {R} _{\alpha }|}}+\sum _{\alpha }^{M}\sum _{\beta >\alpha }^{M}{\frac {Z_{\alpha }Z_{\beta }}{|\mathbf {R} _{\alpha }-\mathbf {R} _{\beta }|}}\right),\\&=-Z_{\gamma }\sum _{i=1}^{N}{\frac {x_{i}-X_{\gamma }}{|\mathbf {r} _{i}-\mathbf {R} _{\gamma }|^{3}}}+Z_{\gamma }\sum _{\alpha \neq \gamma }^{M}Z_{\alpha }{\frac {X_{\alpha }-X_{\gamma }}{|\mathbf {R} _{\alpha }-\mathbf {R} _{\gamma }|^{3}}}.\end{aligned}}}
A inserção disso no teorema de Hellmann – Feynman retorna o componente x da força no núcleo dado em termos de densidade eletrônica ( ρ ( r )) e as coordenadas atômicas e cargas nucleares:
{\displaystyle F_{X_{\gamma }}=Z_{\gamma }\left(\int \mathrm {d} \mathbf {r} \ \rho (\mathbf {r} ){\frac {x-X_{\gamma }}{|\mathbf {r} -\mathbf {R} _{\gamma }|^{3}}}-\sum _{\alpha \neq \gamma }^{M}Z_{\alpha }{\frac {X_{\alpha }-X_{\gamma }}{|\mathbf {R} _{\alpha }-\mathbf {R} _{\gamma }|^{3}}}\right).}

### Valores de expectativa
Uma abordagem alternativa para aplicar o teorema de Hellmann – Feynman é promover um parâmetro fixo ou discreto que pareça em um hamiltoniano uma variável contínua apenas com o objetivo matemático de obter uma derivada. Os parâmetros possíveis são constantes físicas ou números quânticos discretos. Como exemplo, a equação radial de Schrödinger para um átomo do tipo hidrogênio é
{\displaystyle {\hat {H}}_{l}=-{\frac {\hbar ^{2}}{2\mu r^{2}}}\left({\frac {\mathrm {d} }{\mathrm {d} r}}\left(r^{2}{\frac {\mathrm {d} }{\mathrm {d} r}}\right)-l(l+1)\right)-{\frac {Ze^{2}}{r}},}
que depende do número quântico azimutal discreto l . Promover l como um parâmetro contínuo permite que a derivada do Hamiltoniano seja tomada:
{\displaystyle {\frac {\partial {\hat {H}}_{l}}{\partial l}}={\frac {\hbar ^{2}}{2\mu r^{2}}}(2l+1).}
O teorema de Hellmann – Feynman permite a determinação do valor esperado de {\displaystyle {\frac {1}{r^{2}}}} para átomos do tipo hidrogênio:
{\displaystyle {\begin{aligned}{\bigg \langle }\psi _{nl}{\bigg |}{\frac {1}{r^{2}}}{\bigg |}\psi _{nl}{\bigg \rangle }&={\frac {2\mu }{\hbar ^{2}}}{\frac {1}{2l+1}}{\bigg \langle }\psi _{nl}{\bigg |}{\frac {\partial {\hat {H}}_{l}}{\partial l}}{\bigg |}\psi _{nl}{\bigg \rangle }\\&={\frac {2\mu }{\hbar ^{2}}}{\frac {1}{2l+1}}{\frac {\partial E_{n}}{\partial l}}\\&={\frac {2\mu }{\hbar ^{2}}}{\frac {1}{2l+1}}{\frac {\partial E_{n}}{\partial n}}{\frac {\partial n}{\partial l}}\\&={\frac {2\mu }{\hbar ^{2}}}{\frac {1}{2l+1}}{\frac {Z^{2}\mu e^{4}}{\hbar ^{2}n^{3}}}\\&={\frac {Z^{2}\mu ^{2}e^{4}}{\hbar ^{4}n^{3}(l+1/2)}}.\end{aligned}}}

### Forças de Van der Waals
No final do artigo de Feynman, ele afirma que " as forças de Van der Waals também podem ser interpretadas como decorrentes de distribuições de carga com maior concentração entre os núcleos. A teoria Schrödinger perturbação por dois átomos que interagem com uma separação de R, grande em comparação com os raios dos átomos, conduz ao resultado de que a distribuição de carga de cada uma é distorcida de simetria central, um momento dipolar de ordem 1/R7 ser induzida em cada átomo. A distribuição de carga negativa de cada átomo tem seu centro de gravidade movido levemente em direção ao outro. Não é a interação desses dipolos que leva a força de van der Waals das, mas sim a atração de cada núcleo para a distribuição de carga distorcida de seus próprios elétrons que dá a atraente 1/R7 força ".

## Teorema de Hellmann – Feynman para funções de onda dependentes do tempo
Para uma função de onda geral dependente do tempo que satisfaça a equação de Schrödinger dependente do tempo, o teorema de Hellmann – Feynman não é válido. No entanto, a seguinte identidade é válida:
{\displaystyle {\bigg \langle }\Psi _{\lambda }(t){\bigg |}{\frac {\partial H_{\lambda }}{\partial \lambda }}{\bigg |}\Psi _{\lambda }(t){\bigg \rangle }=i\hbar {\frac {\partial }{\partial t}}{\bigg \langle }\Psi _{\lambda }(t){\bigg |}{\frac {\partial \Psi _{\lambda }(t)}{\partial \lambda }}{\bigg \rangle }}
Para
{\displaystyle i\hbar {\frac {\partial \Psi _{\lambda }(t)}{\partial t}}=H_{\lambda }\Psi _{\lambda }(t)}

### Prova
A prova baseia-se apenas na equação de Schrödinger e no pressuposto de que derivadas parciais em relação a λ e t podem ser trocadas.
{\displaystyle {\begin{aligned}{\bigg \langle }\Psi _{\lambda }(t){\bigg |}{\frac {\partial H_{\lambda }}{\partial \lambda }}{\bigg |}\Psi _{\lambda }(t){\bigg \rangle }&={\frac {\partial }{\partial \lambda }}\langle \Psi _{\lambda }(t)|H_{\lambda }|\Psi _{\lambda }(t)\rangle -{\bigg \langle }{\frac {\partial \Psi _{\lambda }(t)}{\partial \lambda }}{\bigg |}H_{\lambda }{\bigg |}\Psi _{\lambda }(t){\bigg \rangle }-{\bigg \langle }\Psi _{\lambda }(t){\bigg |}H_{\lambda }{\bigg |}{\frac {\partial \Psi _{\lambda }(t)}{\partial \lambda }}{\bigg \rangle }\\&=i\hbar {\frac {\partial }{\partial \lambda }}{\bigg \langle }\Psi _{\lambda }(t){\bigg |}{\frac {\partial \Psi _{\lambda }(t)}{\partial t}}{\bigg \rangle }-i\hbar {\bigg \langle }{\frac {\partial \Psi _{\lambda }(t)}{\partial \lambda }}{\bigg |}{\frac {\partial \Psi _{\lambda }(t)}{\partial t}}{\bigg \rangle }+i\hbar {\bigg \langle }{\frac {\partial \Psi _{\lambda }(t)}{\partial t}}{\bigg |}{\frac {\partial \Psi _{\lambda }(t)}{\partial \lambda }}{\bigg \rangle }\\&=i\hbar {\bigg \langle }\Psi _{\lambda }(t){\bigg |}{\frac {\partial ^{2}\Psi _{\lambda }(t)}{\partial \lambda \partial t}}{\bigg \rangle }+i\hbar {\bigg \langle }{\frac {\partial \Psi _{\lambda }(t)}{\partial t}}{\bigg |}{\frac {\partial \Psi _{\lambda }(t)}{\partial \lambda }}{\bigg \rangle }\\&=i\hbar {\frac {\partial }{\partial t}}{\bigg \langle }\Psi _{\lambda }(t){\bigg |}{\frac {\partial \Psi _{\lambda }(t)}{\partial \lambda }}{\bigg \rangle }\end{aligned}}}